# Кісса Наталія Миколаївна
Ната́лія Микола́ївна Кісса (1908, Кишинів, Бесарабська губернія, Російська імперія — 1990, Маріуполь, Донецька область, Українська РСР, СРСР) — капітан теплоходу «Піонер» Азово-Чорноморського пароплавства, перша жінка-капітан на Азовському морі. Герой Соціалістичної Праці (07.03.1960).

## Життєпис
Народилася 13 вересня (26 вересня за новим стилем) 1908 року на борту пароплава «Відродження», капітаном якого був її батько Микола Васильович Кісса. Пароплав «Відродження» йшов рейсом із Бердянська в Одесу і на момент появи на світ дочки капітана перебував у Керченській протоці. Проте, офіційним місцем народження Наталії Миколаївни вважають Кишинів, у цьому місті пройшло її раннє дитинство.
Юні роки Наталії пройшли в Бердянську (тепер — Запорізька область, Україна). З 12 років вона керувала вітрильною шлюпкою, ходила з рибалками на промисел у море.
Працювала на судноремонтному заводі, очищувала від черепашок підводну частину ремонтованих суден. Від 1928 року працювала юнгою і матросом на вітрильному судні «Желанный» («Бажаний»).
1931 року закінчила судноводійське відділення технікуму водного транспорту в місті Ростов-на-Дону. Першу морську практику проходила на борту вітрильної баркентини «Вега» у вахті старпома судна — М. О. Луніна (майбутнього підводника, командира ПЧ «К-21», Героя Радянського Союзу). Потім працювала 3-ю і 2-ю помічницею капітана на пароплаві «Піонер» (Азовське морське пароплавство). 1937 року, бувши штурманом, очолила перший в країні жіночий шлюпковий перехід за маршрутом Таганрог — Маріуполь.
У роки німецько-радянської війни була штурманом (за іншими даними старпомом) на теплоході «Анатолій Сєров» (на Азовському і Чорному морях). Брала участь в евакуації військ із Одеси, в Керченсько-Феодосійській десантній операції, обороні Севастополя.
Після війни була 2-ю помічницею капітана на пароплаві «Микола Островський» і теплоході «Земляк» (Азовське морське пароплавство). Від 1947 року — старший помічник, а в 1953—1959 роках — капітан теплохода «Райкомвод» (Азовське морське пароплавство).
Ходила по Азовському і Чорному морях, показала себе вмілим судноводієм. У 1959—1964 роках — капітан теплохода «Піонер» (Азовське морське пароплавство).
Проживала в місті Жданові (нині — Маріуполь Донецької області, Україна).
Померла 3 вересня 1990 року. Похована на Кіровському кладовищі в Маріуполі.

## Нагороди
- Указом Президії Верховної Ради СРСР від 7 березня 1960 року в ознаменування 50-річчя Міжнародного жіночого дня, за видатні досягнення в праці та особливо плідну громадську діяльність Кіссе Наталії Миколаївні присвоєно звання Героя Соціалістичної Праці з врученням їй ордена Леніна і золотої медалі «Серп і Молот».
- Нагороджена орденом Леніна, орденами Трудового Червоного Прапора і «Знак Пошани», а також медалями.
- Почесний працівник морського флоту.

## Пам'ять
- На честь героїні названо суховантаж «Капітан Кісса», побудований 1974 року.[4]